# 土浦劇場
土浦劇場（つちうらげきじょう）は、かつて存在した日本の映画館である。1926年（大正15年）、茨城県新治郡土浦町（現在の同県土浦市）に明治館として開館、1929年（昭和4年）前後に改称、1940年（昭和15年）前後等には土浦映画劇場（つちうらえいがげきじょう）と称した時期がある。

## 沿革
- 1926年 - 明治館として新築・開館[14][15][16]
- 1929年前後 - 土浦劇場と名称変更[1][2][14]
- 1978年 - 土浦映画チェーンに営業譲渡[11]
- 1985年 - 閉館

## データ
- 所在地 : 茨城県新治郡土浦町匂町3135番地
  - のちの同県土浦市桜町14番地20号
  - 現在の同県同市桜町2丁目6番14号

北緯36度4分42.72秒 東経140度12分3.51秒 / 北緯36.0785333度 東経140.2009750度
- 経営・支配人 : 
  1. 小島榮（小島定次郎、1926年 - 1960年前後）
  2. 関口卓雄（1960年前後 - 1978年）
  3. 金塚誠（土浦映画チェーン、1978年 - 1985年）[11]
- 構造 : 木造二階建[7]
- 観客定員数 : 1,270名（1942年[17]・1943年[3]）、350名（1982年[12]）

## 概要
1926年（大正15年）、常磐線土浦駅西口近くの茨城県新治郡土浦町匂町3135番地（現在の同県土浦市桜町2丁目6番14号）に明治館として新築され、開館した。創業者は、1916年（大正4年）から会津若松栄楽館（のちの栄楽座）で映画説明者（活動写真弁士）を務めていた小島榮（小島定次郎、1901年11月23日 - 没年不詳）である。ただし開館時期については、『キネマ旬報』第330号によれば、のちに勝浦公楽館を経営した秋山有（1901年5月7日 - 没年不詳）が「大正十年土浦市明治館に解説見習として入社」したという記事があり、1921年（大正10年）以前に映画館として営業していた可能性がある。
同館が建つ前、大正時代には小野座（のちの土浦日活劇場、経営・水野好雄、本町801番地、現在の中央2丁目6番28号）だけしか存在せず、小野座では帝国キネマ演芸の作品を上映していたが、追って同館が開館したことから、同館では松竹キネマおよびマキノ・プロダクションの作品、小野座ではひきつづき帝国キネマ演芸に加えて日活の作品を上映して配給系統の地域での棲み分けを行った。1927年（昭和2年）6月、霞浦劇場（館主内村茂、興行主前田吟一郎、東崎町744番地、現在の中央2丁目4番16号）が小野座の近くに新設されている。1929年（昭和4年）前後の時期に、同館は土浦劇場と名称変更している。1930年（昭和5年）に発行された『日本映画事業総覧 昭和五年版』によれば、小野座はすでに中央劇場（経営・水野好雄）と改称、配給系統の地域での棲み分けも変化し、同館が松竹キネマおよび日活、中央劇場（小野座）がマキノ・プロダクション、霞浦劇場が帝国キネマ演芸の作品をそれぞれ上映していた。
1940年（昭和15年）11月3日、市制が敷かれ土浦町は土浦市になり、第二次世界大戦が始まる前までには、同館は土浦映画劇場と名称を変更しており、同市内には当時、同館、大都座（小野座）、霞浦劇場（館主内村金三、興行主前田吟一郎）のほかに、土浦東宝映画劇場（のちの土浦東映劇場、経営・渡邊福一、仲町650番地、現在の中央2丁目3番7号）が開館して、合計4館になっていた。1943年（昭和18年）に発行された『映画年鑑 昭和十八年版』では、同館の名称は土浦劇場に戻っている。
戦後、1949年（昭和24年）には、同館の館主であった小島榮は土浦興行協会の会長を務めた。同市内の映画館は、戦前からの同館、小野座、霞浦劇場、銀映座（のちの土浦東映劇場）に加えて、1953年（昭和28年）10月に荒川沖映画劇場（荒川沖684番地）があらたに開館したほか、1954年（昭和29年）までには土浦大映劇場（のちのテアトル土浦、経営・アサヒ産業、朝日町、現在の桜町3丁目4番4号）、その後に祇園会館（現在の土浦セントラルシネマズ、川口町、現在の川口1丁目11番5号）ができて、1957年（昭和32年）までに7館を数えた。1960年（昭和35年）前後に、同館の経営は、創業者の小島榮から関口卓雄に移っている。『映画便覧 1962』によれば、当時の同市内の映画館は、鉄筋二階建・新築の土浦大映劇場以外は、同館を含めていずれも木造二階建の映画館であった。
1978年（昭和53年）、斜め前に位置するテアトル土浦を経営する土浦映画チェーンに営業譲渡し、同社代表の金塚誠が同館の最後の支配人となる。1985年（昭和60年）に閉館、約60年の歴史に幕をおろした。最終的には洋画の三番館として興行を行っていた。同地は更地にされ、2013年（平成25年）現在、同館跡地の現況は駐車場である。